# المثلية الجنسية في المسيحية
طوال معظم التاريخ المسيحي، اعتبر معظم اللاهوتيين والطوائف المسيحية السلوك المثلي  غير أخلاقي وخطيئة. اليوم فإنَّ آراء المسيحية في المثلية الجنسية وتعاملها معها تتراوح وتختلف بين الطوائف المسيحية المختلفة. ترى أغلبية الطوائف المسيحية أن الممارسة الجنسية المثلية ممارسة غير أخلاقية وخطيئة، لكن هناك بعض وجهات نظر مسيحية ليبرالية التي تدعم المثليين جنسيًا ولا تعتبر الزواج المثلي الأحادي أمراً سيئاً، وهم عمومًا أقلية.
لقد أكد الكتاب المقدس وتفسيراته التقليدية في كل من الديانة اليهودية والمسيحية تاريخيًا وأقر نهجًا أبويًا ومعيارية مغايرة تجاه النشاط الجنسي البشري، حيث يُفضل الجماع المهبلي كنشاط جنسي حصري ومسموح بين الرجال والنساء ضمن حدود الزواج على جميع أشكال النشاطات الجنسية الأخرى، كما ويرفض الكتاب المقدس ممارسة الإستمناء الذاتي، والاستمناء، والجنس الفموي، والجنس الشرجي، والاتصال الجنسي الخارجي وغير المغاير (والتي تم تصنيفها جميعًا على أنها "لواط" في أوقات مختلفة). لقد آمنت وعلّمت الكنيسة من خلال تشريعاتها وتعاليمها أنَّ مثل هذه السلوكيات ممنوعة لأنها تُعتبر آثامًا، وتم مقارنة هذه السلوكايات في فساد سلوك أهل سدوم وعمورة.
تاريخيًا، ندد آباء الكنيسة بالنشاط المثلي الجنس كونه يتعارض مع تعاليم الكتاب المقدس، ويظهر ذلك من خلال كتابات كل من ترتليان، وقبريانوس القرطاجي، وأمبروسياستر، يوحنا فم الذهب. كما وندد كل من توما الأكويني، وهايدغارد بنجين، ومارتن لوثر بالنشاط الجنسي المثلي وأعتبروا هذا النوع من النشاط الجنسي ضد الطبيعة وغير أخلاقي.
تاريخيًا كان للمسيحيَّة دورٌ في نشر التعصب ومعاداة المثليين جنسيًا في المجتمعات الأوروبيَّة وذلك بعد تبنيها للمسيحية رسميًا، في عام 360 جرّم الإمبراطور ثيودوسيوس الأول المثلية الجنسيّة، استنادًا إلى إدانة العهد الجديد لها. وتمّ من بعد ذلك تطبيق عقوبات مختلفة بحق المثليين، واستمر الوضع على ما هو عليه حتى عام 1861 مع بداية فصل الدين عن الدولة في المجتمعات الغربيَّة. في العصور الحديثة بدأت بعض الطوائف المسيحية بتقبل المثليين جنسيًا ودعمهم على عدة أصعدة، بالرغم من ذلك ما تزال أغلبية الطوائف المسيحيَّة ترى أن الممارسة الجنسية المثلية ممارسة غير اخلاقية وخطيئة.

## نظرة الكتاب المقدس

### العهد القديم

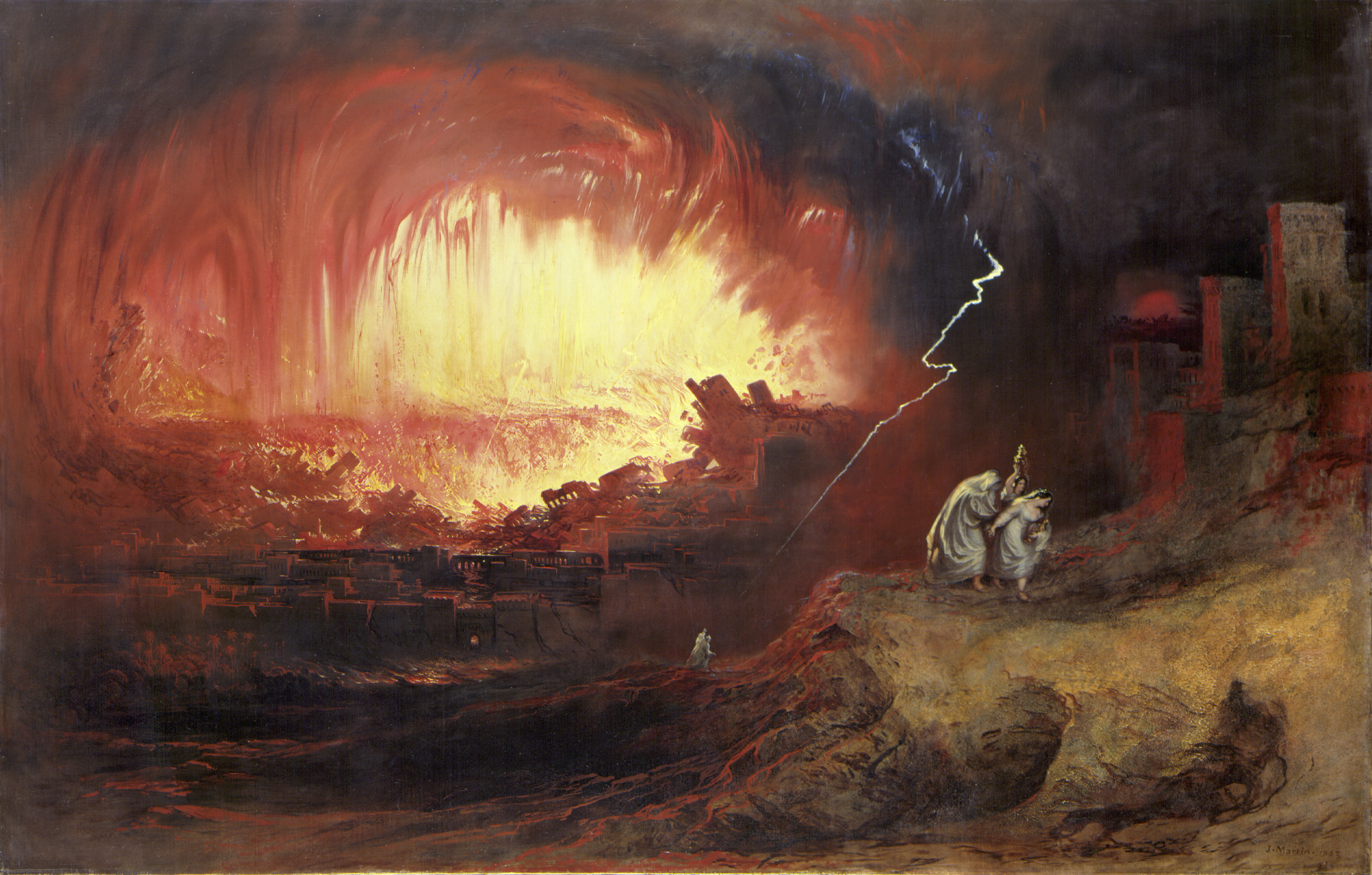
لوحة خسف سدوم وعمورة، يستخدم العديد من المسيحيين النص كدليل على تحريم المثلية الجنسية.

يدين الكتاب المقدس المثلية الجنسية ويشير اليها بشكل سلبي ويعتبر الممارسة الجنسية المثلية أو ما يسمى باللواط خطيئة وفاحشة حسب رأي أغلبيَّة الطوائف المسيحية، تظهر الإدانة في عدة مواقع في الكتاب المقدس، في العهد القديم هناك ادانة لممارسي المثلية الجنسية وقد حدد في سفر اللاويين عقوبة الرجم للمثليين جنسيًا وكذلك من يضاجع الحيوانات،: «وَإِذَا اضْطَجَعَ رَجُلٌ مَعَ ذَكَرٍ اضْطِجَاعَ امْرَأَةٍ، فَقَدْ فَعَلاَ كِلاَهُمَا رِجْسًا. إِنَّهُمَا يُقْتَلاَنِ. دَمُهُمَا عَلَيْهِمَا». بالإضافة إلى اعتبارها رجس حيث يذكر الكتاب المقدس: «لاَ تُضَاجِعْ ذَكَرًا مُضَاجَعَةَ امْرَأَةٍ. إِنَّهُ رِجْسٌ.».

### العهد الجديد
في العهد الجديد يدين بولس في الرسالة إلى أهل رومية المثلية الجنسية: «وَكَذلِكَ الذُّكُورُ أَيْضًا تَارِكِينَ اسْتِعْمَالَ الأُنْثَى الطَّبِيعِيَّ، اشْتَعَلُوا بِشَهْوَتِهِمْ بَعْضِهِمْ لِبَعْضٍ، فَاعِلِينَ الْفَحْشَاءَ ذُكُورًا بِذُكُورٍ، وَنَائِلِينَ فِي أَنْفُسِهِمْ جَزَاءَ ضَلاَلِهِمِ الْمُحِقَّ. وَكَمَا لَمْ يَسْتَحْسِنُوا أَنْ يُبْقُوا اللهَ فِي مَعْرِفَتِهِمْ، أَسْلَمَهُمُ اللهُ إِلَى ذِهْنٍ مَرْفُوضٍ لِيَفْعَلُوا مَا لاَ يَلِيقُ. مَمْلُوئِينَ مِنْ كُلِّ إِثْمٍ وَزِنًا وَشَرّ وَطَمَعٍ وَخُبْثٍ، مَشْحُونِينَ حَسَدًا وَقَتْلاً وَخِصَامًا وَمَكْرًا وَسُوءًا، نَمَّامِينَ مُفْتَرِينَ، مُبْغِضِينَ ِللهِ، ثَالِبِينَ مُتَعَظِّمِينَ مُدَّعِينَ، مُبْتَدِعِينَ شُرُورًا، غَيْرَ طَائِعِينَ لِلْوَالِدَيْنِ بِلاَ فَهْمٍ وَلاَ عَهْدٍ وَلاَ حُنُوٍّ وَلاَ رِضىً وَلاَ رَحْمَة مَمْلُوئِينَ وٍالَّذِينَ إِذْ عَرَفُوا حُكْمَ اللهِ أَنَّ الَّذِينَ يَعْمَلُونَ مِثْلَ هذِهِ يَسْتَوْجِبُونَ الْمَوْتَ، لاَ يَفْعَلُونَهَا فَقَطْ، بَلْ أَيْضًا يُسَرُّونَ بِالَّذِينَ يَعْمَلُونَ». وفي الرسالة الأولى إلى أهل كورنثوس ذُكر أن الذين يمارسون المثلية الجنسية لا يرثون ولا يدخلون ملكوت الله وهو الجنة حسب المعتقد المسيحي: «أَمْ لَسْتُمْ تَعْلَمُونَ أَنَّ الظَّالِمِينَ لاَ يَرِثُونَ مَلَكُوتَ اللهِ؟ لاَ تَضِلُّوا: لاَ زُنَاةٌ وَلاَ عَبَدَةُ أَوْثَانٍ وَلاَ فَاسِقُونَ وَلاَ مَأْبُونُونَ وَلاَ مُضَاجِعُو ذُكُورٍ، وَلاَ سَارِقُونَ وَلاَ طَمَّاعُونَ وَلاَ سِكِّيرُونَ وَلاَ شَتَّامُونَ وَلاَ خَاطِفُونَ يَرِثُونَ مَلَكُوتَ اللهِ.».

## وجهات النظر

### آراء الطوائف المسيحية في المثلية

#### آراء سلبية

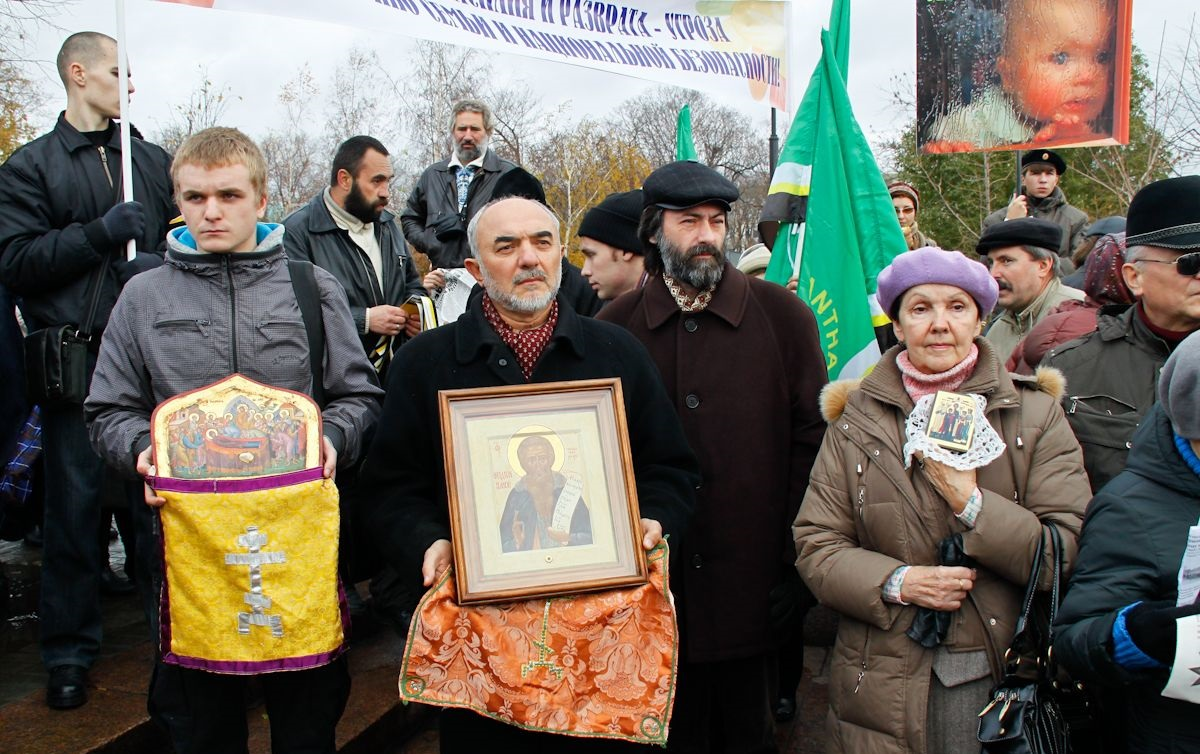
مسيحيين محافظين أرثوذكس في مظاهرة ضد المثلية الجنسية خلال مهرجان فخر المثليين في مدينة موسكو.

أغلبية الطوائف المسيحية ترى أن الممارسة الجنسية المثلية ممارسة غير اخلاقية وخطيئة. وهذه الطوائف تشمل الكنيسة الكاثوليكية، والكنائس الأرثوذكسية المشرقية والشرقية، وغالبية الكنائس البروتستانتية منها الكنيسة الميثودية، والكنائس الكالفينية والمشيخية، ومعظم الكنائس اللوثرية، والكنائس المعمدانية، والكنائس الخمسينية، والكنيسة المورافية، تدين المثلية الجنسية، وتنظر إلى الممارسة الجنسية المثلية على أنها خطيئة. طوائف مسيحية أخرى مثل السبتيون والمورمون وشهود يهوه تعتبر أيضًا النشاط الجنسي المثلي خطيئة وترفض عضوية المثليين فيها. بعض الطوائف البروتستانتية الاصولية تتخذ مواقف متطرفة ضد المثليين جنسيًا، وقد فسرت هذه الطوائف مقاطع من العهد القديم إلى القول بأن لابد من معاقبة المثليون جنسيًا بالموت، ولقد صور الإيدز من قبل بعض رجال الدين البروتستانت مثل فريد فيلبس، وجيري فالويل عقابًا من الله ضد المثليين جنسيًا.
تتخذ الكنيسة الروسية الأرثوذكسية موقف متشدد ضد العلاقات المثلية إذ دعت الكنيسة الإرثوذكسية الروسية إلى استفتاء على منع العلاقات المثلية قبيل انطلاق دورة الألعاب الأولمبية الشتوية في روسيا. كما وتُدين الكنيسة القبطية الأرثوذكسية المثلية الجنسية وتنظر اليها على أنها شذوذ وخطيئة، يذكر أنه في عام 2003 أصدر المجمع المقدس للكنيسة القبطية الأرثوذكسية بيانًا يرفض ويدين المثلية الجنسية. كما وترفض الكنائس الأرثوذكسية الشرقية منح الأسرار المقدسة للأشخاص الذين يسعون إلى تبرير النشاط المثلي الجنس.
تنتقد الحركات المطالبة لحقوق المثليين موقف المسيحية من المثلية الجنسية وتعتبره تحيز ضدها. وترى ان المسيحية كان لها دور في معاداة المثليين جنسيًا إذ أن المجتمعات الغربية كانت متسامحة مع المثليين قبل انتشار واعتماد المسيحية كديانة رسمية وتجريم المسيحية للمثلية الجنسية فيما بعد. كما انتقدت مجتمعات المثليين الجنسييين دور الكنائس الإنجيلية في سن القانون الذي يعاقب اولئك الذين يثبت قيامهم بممارسات مثلية جنسية بالسجن المؤبد في أوغندا، والذي يجرم أيضاً كل من لا يخبر السلطات عن «المثليين». حيث سنّ القانون إلى تأثير الحركات الإنجيلية والخمسينية ذات النفوذ السياسي والاجتماعي والمناهضة للمثلية الجنسية والتي تنظر لها بأنها خطيئة وعمل غير أخلاقي.

##### وجهة نظر الكنيسة الكاثوليكية

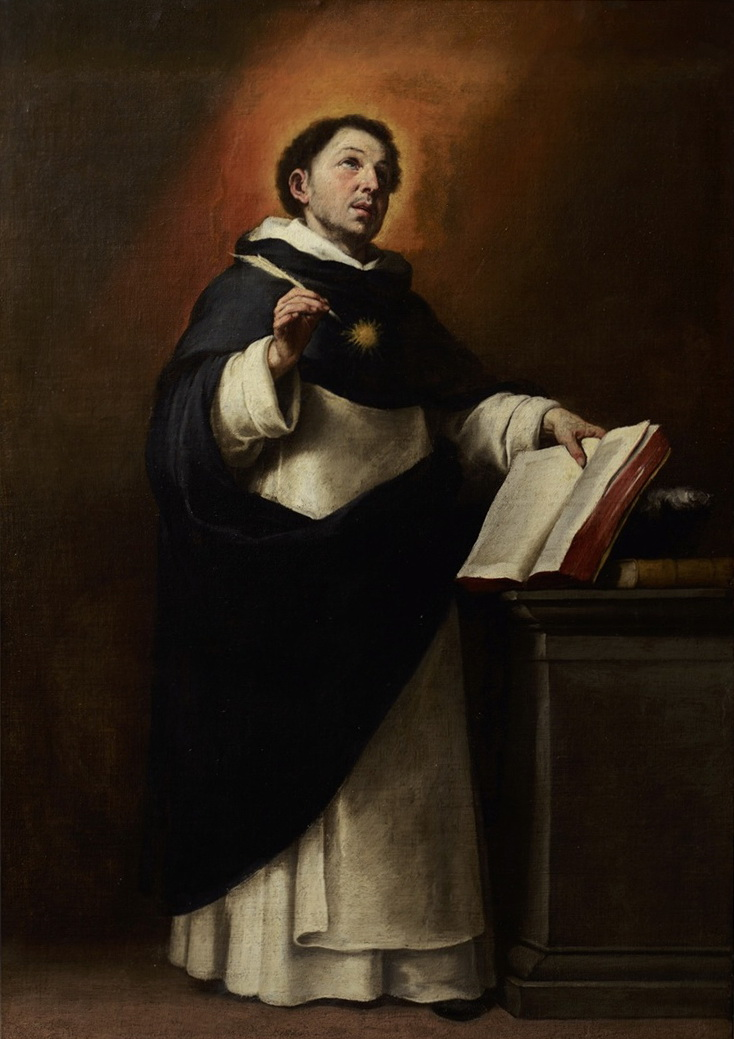
كتب توما الأكويني في مؤلفه الخلاصة اللاهوتية أنَّ المثلية الجنسية هي أعظم خطايا الشهوة.

تمنع الكنيسة الكاثوليكية منح سر الكهنوت للمثليين، ولا تسمح للمثليين من الرجال والنساء دخول سلك الرهبنة. وتصر على أن أولئك الذين ينجذبون إلى أشخاص من نفس الجنس، يوجب عليهم ممارسة العفة. وتفرق الكنيسة الرومانية الكاثوليكية بين المثليّة كميول وبين الممارسة المثليَّة فلا تعتبر الأول خطيئة، إذ ان الإنسان لا يتحكم بهويته الجنسية ولكنها تعتبر الممارسة المثلية الجنسية خطيئة فهي تراه «ضد القانون الطبيعي».
اتخذ يوحنا بولس الثاني موقف الكنيسة الكاثوليكية التقليدي، من خلال الدفاع عن معارضة المثلية الجنسية وزواج المثليين، وأكد البابا أن الأشخاص ذوي الميول المثلية تمتلك نفس الكرامة والحقوق المقسومة لجميع البشر. انتقد من عدد كبير من نشطاء حقوق المثلية الجنسية يوحنا بولس الثاني، واتهم بكونه سببًا في حفاظ الكنيسة الكاثوليكية المتواصلة عن مواقفها الرافضة للسلوك المثلي فضلاً عن الزواج ضمن الجنس الواحد. منذ عمل البابا بندكت السادس عشر كرئيس لمجمع العقيدة والإيمان عارض البابا المثلية الجنسية وكرّس عدة دراسات لحل هذه القضية وموقف الكنيسة منها، أبرزها الوثيقة الموجهة إلى جميع أساقفة الكنيسة الكاثوليكية في العالم عام 1986، وجد البابا خلالها أن المثلية تأتي بنتيجة أمراض هرمونية أو نفسية ودعا الأساقفة والكهنة إلى رعاية المثليين بهدف “معالجتهم” حسب مفاهيم الكنيسة الكاثوليكية. الوثيقة لم تعتبر المثلية بحد ذاتها خطيئة: على الرغم من أن ميل الشخص نحو المثلية ليس ذنبًا، بل هو أشبه بميل قوي نحو شر أخلاقي جوهري. ورفضت الوثيقة أيضًا العنف أو الاضطهاد أو التمييز الذي يتعرض له المثليين في بعض الدول، ودعت الأساقفة والكهنة إلى إدانة مثل هذه التصرفات حيث وجدوا. في عام 1992 أصدر مجمع العقيدة والإيمان وثيقة ثانية تناقش القضية أعيد خلالها التأكيد أن المثلية نابعة من “فوضى داخلية”، وأكدت أن الكرسي الرسولي إذ يرفض بشدة المثليين فهو لا يعود لأسباب تمييز عنصرية.
بعد انتخابه بندكت السادس عشر، أصدر في 22 ديسمبر 2008 رسالة موجهة إلى الكرادلة والأساقفة أعضاء الكوريّا الرومانية، تحدث خلالها عن الجنس والدور المميز لكل من المرأة والرجل من خلاله. قال البابا أن الكنيسة نظرت دومًا إلى الجنس كقضية مركزية في الطبيعة البشرية وذات جوهر محترم، وميز البابا بين بعض الممارسات الجنسية التي انحرفت في رأيه عن الدور المركزي للجنس وجوهره المحترم، دون أن يسمي المثلية الجنسية بشكل مباشر، ووجد البابا أنه على الكنيسة أن تقوم بحماية الإنسان من تدمير نفسه، قاصدًا بذلك اقتناع المثليين بطبيعتهم وعدم سعيهم لتغييرها. مجتمعات المثليين الجنسييين في أوروبا أمثال مجتمع آركي غاي (بالإنجليزية: Arcigay) في إيطاليا ومجتمع إل.إس.في.دي (بالإنجليزية: LSVD) في ألمانيا وجدوا تصريحات البابا عنصرية وتمييزية بحقهم.
صرح البابا فرنسيس في إحدى أكثر تصريحات الكنيسة الكاثوليكية انفتاحا على قضية المثلية الجنسية برفض تهميش وادانة المثليين جنسيًا إذ قال «إذا كان الشخص مثليًا لكنه مؤمن بالله وبإرادته فمن أكون أنا حتى أصدر حكما مسبقا بشأنه». فقد حث البابا في رحلة عودته من البرازيل المسيحيين إلى عدم تهميش المثليين في المجتمع. تصريحات البابا هذه راديكالية بالمقارنة مع ما تتبناه الكنيسة الكاثوليكية رسميًا، فهي تصنف المثلية الجنسية في خانة «خطايا تحرم صاحبها من ملكوت الله». رغم هذه التصريحات يعتبر البابا فرنسيس مدافعًا عن تعليم الكنيسة الكاثوليكية الاجتماعية بخصوص المثلية الجنسية والتي تنظر للمثلية على أنها خطيئة وضد القانون الطبيعي حيث صرّح: «إنّ الله خلق الإنسان، رجلاً وامرأة، وأعدهما جسديًا الواحد للآخر، في نظام قائم على العلاقة المتبادلة، يثمر في وهب الحياة للأولاد، لهذا السبب لا توافق الكنيسة على الممارسات المثلية، لكنّ المسيحيين مدينون لجميع البشر، بالاحترام والمحبة، بغض النظر عن توجههم الجنسي، لأنّ جميع البشر هم موضع اهتمام الله ومحبته».

#### آراء متسامحة
هناك بعض وجهات نظر مسيحية ليبرالية تدعم المثليين جنسيًا ولا تعتبر الزواج المثلي الأحادي أمراً سيئاً، وهم أقلية، وتستبعد هذه الآراء أن يكون حكم الكتاب المقدس معممًا على جميع المثليين، فحسبما وصف بولس المثليين في رسالته إلى أهل رومية يتضح أنه كان يعني بكلامه فئة محددة لا تمثل جميع المثليين، بالإضافة إلى استنادهم على العلم الذي ينفي أن تكون المثلية الجنسية مرضًا أو شذوذًا عن الطبيعة، فما من سبب يجعل الله يحرم السلوك وفقا للطبيعة التي خلق الناس عليها. وهذه الطوائف تتضمن: كنسية كندا المتحدة، وكنيسة المسيح المتحدة، والكنيسة الأسقفية الأمريكية، والكنيسة الإنجيلية اللوثرية في أمريكا والكنيسة الإنجيلية اللوثرية في كندا. وقد أنشأت كنيسة المجتمع المتروبوليتية [الإنجليزية]، لخدمة المثليين المسيحيين وفئة الإل جي بي تي المسيحية.
في عام 2011 ندّد كبير أساقفة جنوب أفريقيا السابق والحائز على جائزة نوبل للسلام ديزموند توتو بالأديان التي تعتنق أفكاراً تمييزيّة ضدّ المثليّين جنسياً. ووصف رهاب المثلية في «الجريمة بحق الإنسانية».

### وجهات النظر في الزواج المثلي

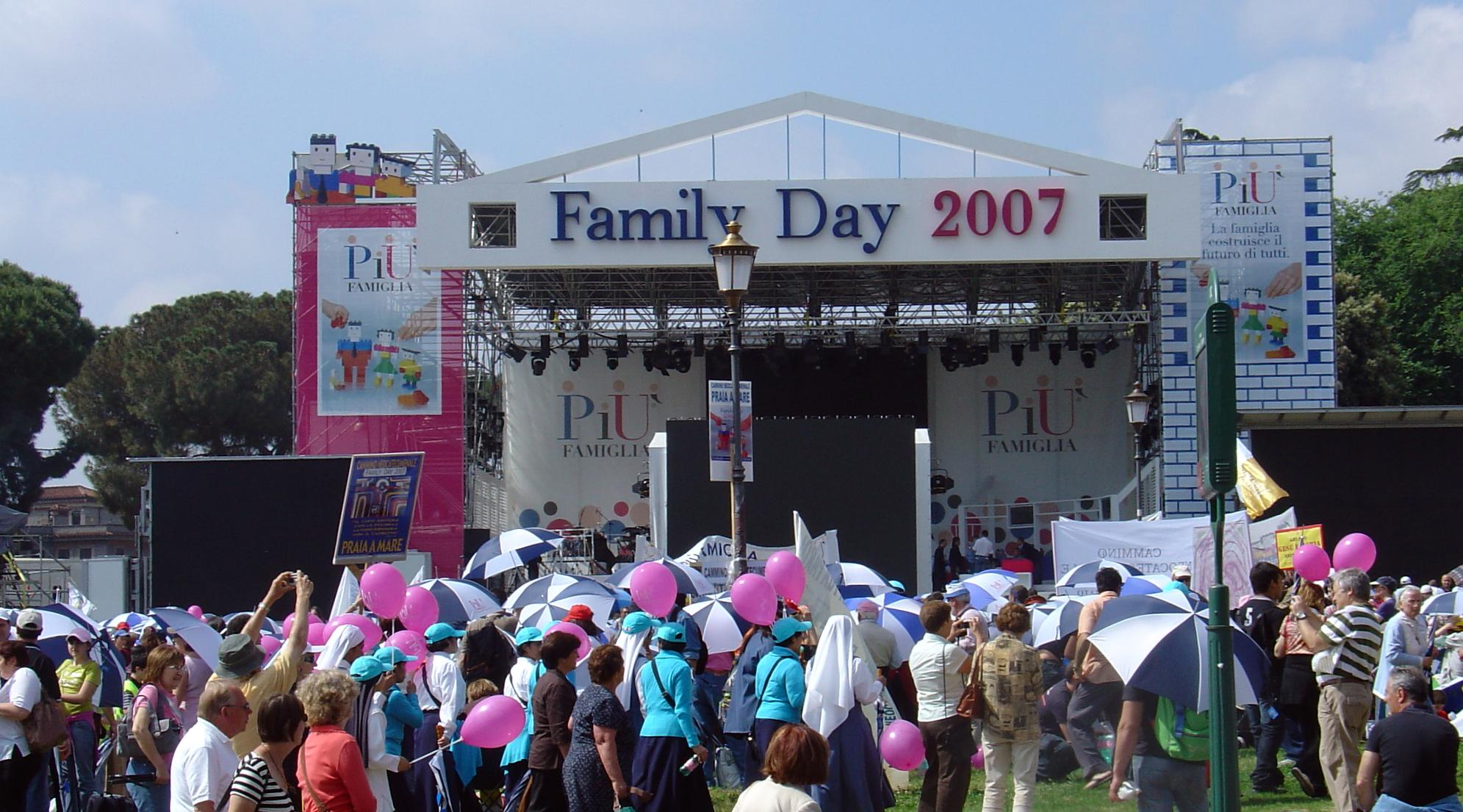
جماعات كاثوليكية محافظة خلال تجمع ضد الزواج المثلي في مدينة روما عام 2007.

غالبية الكنائس المسيحية تعارض الزواج المثلي باعتباره ضد الخطة الإلهية في الزواج والخلقة ومخالف للفطرة، وتعتمد في ذلك على قول يسوع: «من بدء الخليقة ذكرا وأنثى خلقهما الله، من أجل هذا يترك الرجل أباه وأمه ويلتصق بامرأته» (آنجيل مرقس 7,6:10). وكما ورد أيضا في (إنجيل متي 19: 4-6)، (أفسس 5: 31)، (التكوين 1: 27)، (تكوين 2: 24). وقد وصف البابا بندكت السادس عشر «زواج المثليين خطر على مستقبل البشرية». بعض الجماعات المسيحية الناشطة سياسيًا هي من أشد المعارضين لإباحة الزواج المثلي في الولايات المتحدة. عارضت الكنيسة الكاثوليكية الزواج المثلي في إسبانيا الذي أصبح مسموح به قانونياً منذ عام 2005. إلا أن اقتراح هذا القانون جذب مظاهرات اجتماعية ضد، ولكن أيضا مع، الإجراء حيث تجمع الآلاف من جميع أنحاء إسبانيا. بينما يقدّر أنصار القانون أن المساواة الحقيقية لا تحقق إلا عندما يغطي جميع الأزواج في تعريف قضائي واحد، وهو الزواج، ترى معارضة المقترح أن استخدام الكلمة «زواج» يجب أن يقتصر على الاقتران بين رجل وامرأة. الكنيسة الكاثوليكية عارضت هذا القانون بشكل خاص فأعتبرته هجوماً على مؤسسة الزواج. وفي فرنسا خرج عشرات المحتجين من جماعة الضغط الرافضة لزواج المثليين والمدعومة من الكنيسة الكاثوليكية والمعارضة المحافظة إلى شوارع باريس للإعراب عن رفضهم لقرار المحكمة في السماح في قانون زواج المثليين والتي تخللتها أعمال عنف أحيانًا، ضد مشروع القانون اجتذبت مئات الآلاف.
وعلى الرغم من الاعتراضات والمظاهرات من قبل التسلسل الهرمي الكاثوليكي، وافق الناخبون في أيرلندا على إجراء استفتاء لإضفاء الشرعية على زواج المثليين في عام 2015. وفي سبتمبر من عام 2010، أظهر مسح أيرلندي أنَّ 67% من الأيرلنديين يؤيدون السماح للأزواج من نفس الجنس بالزواج. وهذه الأغلبية تمتد بين جميع الفئات العمرية، بإستثناء الأفراد ممن يزيد أعمارهم على 65 عامًا، في حين أيَّد 66% من الكاثوليك زواج المثليين. وعارض 25% زواج المثليين وتركزت المعارضة بين كبار السن وأولئك الذين يعيشون في المناطق الريفية. وفيما يتعلق بحق التبني للأزواج المثلية، أيدَّت 46% ذلك، وعارض 38% الفكرة. وسمح البرلمان عام 2015 زواج المثليين في إستفتاء وذلك على الرغم من الرفض والمعارضة الكبيرة من قبل الكنيسة الرومانية الكاثوليكية.

## آراء المجتمعات المسيحية في المثلية
وجد تقرير عام 2011 وذلك استنادًا إلى دراسات استقصائية أجراها معهد البحوث العامة حول آراء المجتمعات المسيحية في الولايات المتحدة في الزواج المثلي، أنّ 54% من الكاثوليك و55% من البروتستانت الخط الرئيسي البيض دعم الزواج المثلي، في المقابل عارض 68% من البروتستانت الأمريكيين من اصل افريقى وعارض 77% من الإنجيليين البيض الزواج المثلي. ورفضت الأغلبية الساحقة من المورمون وشهود يهوه استنادًا إلى الدراسة الإستقصائية الزواج من نفس الجنس.
وجد تقرير آخر عام 2013 استناداً إلى دراسات استقصائية أجراها معهد البحوث العامة أنّ البلدان الكاثوليكية الغنية مثل إسبانيا، وفرنسا وإيطاليا، والأرجنتين، وتشيلي هي الأكثر قبولاً وتسامحًا مع المثليين. وكان محور الإستطلاع عبارة عن سؤال «هل تعتقد بأن المثلية الجنسية يجب أن تُقبل أو ترفض من قبل المجتمع؟». اظهر الإستطلاع أيضًا بأن البلدان البروتستانتية الغربيّة مثل الولايات المتحدة، والمملكة المتحدة، وألمانيا، وهولندا، وكندا هي أيضًا مجتمعات متسامحة مع المثليين. في الجهة المقابلة أظهر الإستطلاع بأن بلدان أوروبا الشرقية الأرثوذكسية مثل روسيا وأوكرانيا، وصربيا، وجمهورية مقدونيا، وجورجيا، وأرمينيا، وبلغاريا، ورومانيا، واليونان، وقبرص كانت الأكثر رفضاً للمثلية الجنسية على مستوى أوروبا وبلدان كاثوليكية مثل مالطا، وبولندا، وكرواتيا، وسلوفاكيا، والمجر، وليثوانيا كانت الأكثر رفضاً للمثلية الجنسية. كذلك كان فكرة رفض المثلية واعتبارها عمل غير أخلاقي عالية بين المجتمعات الكاثوليكية في أمريكا اللاتينية والفلبين وبين غالبية الأمم الأفريقية الكاثوليكية والبروتستانتية.
في العديد من المجتمعات الغربية إل جي بي تي هم أقل احتمالاً بكثير الانتماء إلى طائفة مسيحية بالمقارنة مع باقي الشرائح الاجتماعية، على سبيل المثل بحسب تعداد السكان في أستراليا عام 2006، فإن الأستراليين إل جي بي تي، هم أقل احتمالاً بكثير للانتماء إلى طائفة مسيحية بالمقارنة مع السكان الأستراليين عمومًا. وفي عام 2004، وجد مسح أن 73% من إل جي بي تي في نيوزيلندا هم لادينيين، وحوالي 14.8% هم مسيحيون. في المقابل، بحسب تعداد عام 2001 كان حوالي 59.8% من سكان نيوزيلندا من المسيحيين. وفقاً لدراسة مركز بيو للأبحاث قال حوالي 48% من المثليين والمزدوجين جنسيًا في الولايات المتحدة أنهم مسيحيين، بالمقابل قال حوالي 72% من المغايرين جنسيًا في الولايات المتحدة أنهم مسيحيين. وكانت أعلى للمثليين بين الطوائف المسيحية في الولايات المتحدة، هي بين المسيحيين الأرثوذكس (4%)، في حين كانت أقل نسبة هي بين المورمون (1%) والبروتستانت الإنجيليين (1%). وفقاً لإستقصاء قام به المعهد الفرنسي للرأي العام عام 2014 من المرجح أن يعرف الكاثوليك هويتهم الجنسية كمغايرة جنسيًا (91%) أكثر بالمقارنة مع أتباع الديانات الأخرى أو لادينيين (88%). وقال حوالي 3% من الكاثوليك أنهم مثليين جنسياً، وهي نسبة أقل بالمقارنة مع أتباع الديانات الأخرى (4%) واللادينيين (5%).

### الكاثوليك
تمنع الكنيسة الكاثوليكية منح سر الكهنوت للمثليين، ولا تسمح للمثليين من الرجال والنساء دخول سلك الرهبنة، وتصر على أن أولئك الذين ينجذبون إلى أشخاص من نفس الجنس، يوجب عليهم ممارسة العفة. وتفرق الكنيسة الرومانية الكاثوليكية بين المثليّة كميول وبين الممارسة المثليَّة فلا تعتبر الأول خطيئة، إذ ان الإنسان لا يتحكم بهويته الجنسية ولكنها تعتبر الممارسة المثلية الجنسية خطيئة فهي تراه «ضد القانون الطبيعي».
وجد استطلاع للرأي أجري عام 2014 بتكليف من شبكة يونيفزيون الأمريكية الناطقة بالاسبانية والتي أجرت على أكثر من 2,000 كاثوليكي من 12 دولة (أوغندا وإسبانيا والولايات المتحدة والبرازيل والأرجنتين وفرنسا والمكسيك وإيطاليا وكولومبيا وبولندا والفلبين وجمهورية الكونغو الديمقراطية) أن ثلثي الأشخاص يعارضون فكرة الزواج المثلي، في حين أنَّ حوالي الثلث يؤيد الزواج المثلي. كان كاثوليك أوغندا (99%) الأكثر معارضة للزواج المثلي يليهم الكاثوليك في جمهورية الكونغو الديمقراطية (99%)، والفلبين (84%)، وبولندا (78%)، وكولومبيا (78%)، وإيطاليا (66%)، والمكسيك (62%)، وفرنسا (51%). في حين إنقسم كل من كاثوليك الأرجنتين بين المعارضين للزواج المثلي (48%) والمؤيدين له (46%)، وكاثوليك البرازيل بين المعارضين للزواج المثلي (47%) والمؤيدين له (45%). بالمقابل كان كاثوليك إسبانيا الأكثر تأييداً للزواج المثلي (64%) يليهم كاثوليك الولايات المتحدة (54%).
وجدت دراسة قامت بها مركز بيو للأبحاث عام 2014 أنَّ كاثوليك غواتيمالا هم الأكثر معارضة للمثلية الجنسية في أمريكا اللاتينية؛ حيث يعتبر 89% منهم أن المثلية الجنسية سلوك غير أخلاقي، يليهم الكاثوليك في السلفادور (86%)، وهندوراس (83%)، وباراغواي (82%)، وبنما (81%)، وجمهورية الدومينيكان (79%)، ونيكارجوا (78%)، والأكوادور (77%)، وبيرو (71%)، وبوليفيا (71%)، وكوستاريكا (66%)، وفنزويلا (65%)، وكولومبيا (65%)، والبرازيل (57%)، وبورتوريكو (56%)، والمكسيك (55%)، والأرجنتين (45%)، وتشيلي (37%) والأوروغواي (34%).
وجدت دراسة قامت بها مركز بيو للأبحاث عام 2015 أنَّ وجهات النظر حول ان كان ينبغي للمجتمع أن يتقبَّل المثلية الجنسية، تتنوع بين الكاثوليك في أوروبا الشرقية والوسطى. بحسب الدراسة قال حوالي 69% من سكان ليتوانيا أنه لا ينبغي للمجتمع أن يتقبل المثليين جنسياً، يليهم المجر (54%)، وكرواتيا (48%) وبولندا (47%). بحسب الدراسة كان كاثوليك جمهورية التشيك الأكثر تأييداً للزواج المثلي، حيث قال 50% أنهم يؤدون إضافة الشرعية القانونية للزواج المثلي، يليهم الكاثوليك في بولندا (29%)، وكرواتيا (29%)، والمجر (25%)، ولاتفيا (15%)، وبيلاروس (14%)، وليتوانيا (11%) والبوسنة والهرسك (7%).

### الأرثوذكس
تتخذ الكنيسة الروسية الأرثوذكسية موقف متشدد ضد العلاقات المثلية إذ دعت الكنيسة الأرثوذكسية الروسية إلى استفتاء على منع العلاقات المثلية قبيل انطلاق دورة الألعاب الأولمبية الشتوية في روسيا. كما وتُدين الكنيسة القبطية الأرثوذكسية المثلية الجنسية وتنظر اليها على أنها شذوذ وخطيئة، يذكر أنه في عام 2003 أصدر المجمع المقدس للكنيسة القبطية الأرثوذكسية بيانًا يرفض ويدين المثلية الجنسية. كما وترفض الكنائس الأرثوذكسية الشرقية منح الأسرار المقدسة للأشخاص الذين يسعون إلى تبرير النشاط المثلي الجنس.
وجدت دراسة قامت بها مركز بيو للأبحاث عام 2015 أن الغالبية العظمى من المسيحيين الأرثوذكس في جميع أنحاء أوروبا الشرقية تقول أنه لا ينبغي للمجتمع أن يتقبل المثلية الجنسية، وكان الأرثوذكس في أرمينيا هم الأكثر رفضاً للمثلية الجنسية، حيث قال 98% منهم أنه لا ينبغي للمجتمع أن يتقبَّل المثلية الجنسية، يليهم الأرثوذكس في جورجيا (93%)، ومولدوفا (93%)، وروسيا (86%)، والبوسنة والهرسك (86%)، ورومانيا (86%) وأوكرانيا (86%)، وكازخستان (85%)، وبيلاروس (84%)، وإستونيا (83%)، ولاتفيا (83%)، وصربيا (76%) وبلغاريا (56%). بالمقابل قال 62% من الأرثوذكس في الولايات المتحدة وحوالي 50% من الأرثوذكس في اليونان أن ينبغي على المجتمع تقبَّل المثلية الجنسية.
وبالمثل، وفقاً للدراسة فإن نسبة قليل جداً من المسيحيين الأرثوذكس في أوروبا الشرقية تؤيد الزواج المثلي، وكان الأرثوذكس في أرمينيا هم الأكثر رفضاً للزواج المثلي، حيث قال 98% منهم أنهم يعارضون بشدة الزواج المثلي، يليهم الأرثوذكس في جورجيا (95%)، ومولدوفا (93%)، وكازخستان (91%)، وروسيا (91%)، وإستونيا (89%)، والبوسنة والهرسك (88%)، ولاتفيا (86%)، وصربيا (85%)، وأوكرانيا (84%)، وبيلاروس (81%)، وبلغاريا (78%)، ورومانيا (72%). بالمقابل يؤيد حوالي 54% من الأرثوذكس في الولايات المتحدة الزواج المثلي. وعلى الرغم من أن نصف الأرثوذكس في اليونان يقولون أن على المجتمع أن يتقبل المثلية الجنسية، فإن فقط 25% منهم يؤيد الزواج المثلي في حين يعارضه حوالي 72%.

### البروتستانت
وجدت دراسة قامت بها مركز بيو للأبحاث عام 2014 أنَّ بروتستانت هندوراس وجمهورية الدومينيكان هم الأكثر معارضة للمثلية الجنسية في أمريكا اللاتينية؛ حيث يعتبر 94% منهم أن المثلية الجنسية سلوك غير أخلاقي، يليهم البروتستانت في غواتيمالا (93%)، ونيكارجوا (92%)، والسلفادور (91%)، والأكوادور (91%)، وبنما (90%)، وفنزويلا (89%)، وباراغواي (88%)، وبيرو (85%)، وكولومبيا (85%)، وبوليفيا (83%)، وكوستاريكا (83%)، والبرازيل (83%)، والمكسيك (77%)، وبورتوريكو (76%)، وتشيلي (70%)، والأرجنتين (65%) والأوروغواي (63%). وبحسب الدراسة نفسها كان البروتستانت باراغواي هم الأكثر معارضة للزواج المثلي في أمريكا اللاتينية؛ حيث يعارض حوالي 97% من البروتستانت في باراغواي الزواج المثلي، يليهم البروتستانت في غواتيمالا (94%)، وفنزويلا (92%)، والسلفادور (91%)، وهندوراس (89%)، وجمهورية الدومينيكان (89%)، والأكوادور (87%)، وبورتوريكو (85%)، وكوستاريكا (85%)، وبوليفيا (85%)، والبرازيل (84%)، وبنما (83%)، وكولومبيا (82%)، ونيكارجوا (80%)، وبيرو (78%)، والأرجنتين (76%)، والمكسيك (68%)، والأوروغواي (66%) وتشيلي (65%).
وجدت دراسة قامت بها مركز بيو للأبحاث عام 2014 وذلك استنادًا إلى دراسات استقصائية أجراها معهد البحوث العامة حول آراء المجتمعات المسيحية في الولايات المتحدة في الزواج المثلي، قال 66% من البروتستانت الخط الرئيسي البيض أنه ينبغي على المجتمع تقبل المثلية الجنسية، في وافق 51% من أتباع الكنيسة السوداء وحوالي 36% من أتباع الكنائس الإنجيلية على ذلك. ومن بين المذاهب البروتستانتية كان أتباع الكنيسة الأسقفية الأمريكية الأكثر تقبلاً للمثلية الجنسيَّة، حيث قال 83% منهم أنه ينبغي على المجتمع تقبل المثلية الجنسية، يليهم أتباع كنيسة المسيح المتحدة (82%)، والكنيسة اللوثرية الإنجيلية في أمريكا (73%)، والكنيسة المشيخية (65%)، والكنيسة الميثودية المتحدة (60%) والكنيسة المشيخية في أمريكا (49%). بالمقابل قال فقط 35% من أتباع الكنائس المتحدة وحوالي 27% من الأدفنتست وحوالي 26% من أتباع الكنائس الخمسينية أن على المجتمع تقبل المثليين جنسياً. وفقاً للدراسة فإن غالبية المسيحيين الأمريكيين (54%) يقولون أنه يجب تقبل المثلية الجنسية في المجتمع عام 2014 بالمقارنة مع 44% في عام 2007، وعلى الرغم من زيادة التقبل الاّ أن هذه النسبة لا تزال أقل بكثير من الأشخاص غير المنتمين دينياً (83%) والأعضاء في الديانات غير المسيحية (76%) الذين يقولون نفس الشيء. ووفقاً لذات دراسة وعلى الرغم من كونهم لا يزالون محافظين، فإن الإنجيليين الشباب أكثر ليبرالية من كبار السن في النظرة للمثلية الجنسية، حيث يؤيد حوالي 45% من الإنجيليين الشباب (مواليد بين عام 1981-1996) الزواج المثلي بالمقابل يؤيد فقط 23% من البالغين الإنجيليين (مواليد 1981 وما قبل) ذلك، كما يقول 51% من الإنجيليين الشباب أنه يجب تقبل المثلية الجنسية في المجتمع بالمقابل يؤيد فقط 32% من البالغين الإنجيليين ذلك. وعلى الرغم من ذلك يبقى الإنجيليين الشباب محافظين في نظرتهم للمثلية الجنسية بالمقارنة مع نظرائهم الشباب الأمريكيين من باقي القطاعات الدينية، حيث يرفض 49% من الإنجيليين الشباب الزواج المثلي بالمقابل يرفض 20% مجمل الشباب الأمريكي ذلك.